# Teen Choice Awards 2015
Teen Choice Awards 2015 se konaly dne 16. srpna 2015.

## Uvádějící
- Skylar Astin
- Jake T. Austin
- Jack Black
- Terry Crews
- Cat Deeley
- Jason Derülo
- Adam DeVine
- Scott Eastwood
- Fifth Harmony
- Lucy Hale
- Corey Hawkins
- Sarah Hyland
- Ice Cube
- O'Shea Jackson, Jr.
- The Janoskians
- Victoria Justice
- Laura Marano
- Lea Michele
- Bea Miller
- Jason Mitchell
- Bethany Mota
- Tyler Oakley
- Rita Ora
- Keke Palmer
- R5
- Emma Roberts
- Michelle Rodriguez
- John Stamos
- Gregg Sulkin
- Bella Thorne
- Wilmer Valderrama
- Wiz Khalifa
- Zendaya

## Účinkující
- 5 Seconds of Summer — „She's Kinda Hot"[5]
- Little Mix – „Black Magic"
- Jussie Smollett a Yazz z obsazení seriálu Empire
- Rachel Platten — „Fight Song"
- Flo Rida ft. Robin Thicke — „I Don't Like It, I Love It"

## Ocenění
První vlna nominací byla oznámena 9. června 2015. Druhá vlna nominací přišla 8. července 2015.
Výherci jsou označeni tučně.

### Film
| Akční film | Herec: akční film | Herečka: akční film |
| --- | --- | --- |
| - Rychle a zběsile 7 - Rezistence - Kingsman - Labyrint: Útěk - San Andreas - Nepolapitelní | - Vin Diesel, Rychle a zběsile 7 - Ansel Elgort, Rezistence - Theo James, Rezistence - Taylor Lautner, Nepolapitelní - Dylan O'Brien, Labyrint: Útěk - Paul Walker, Rychle a zběsile 7 | - Jordana Brewster, Rychle a zběsile 7 - Alexandra Daddario, San Andreas - Maggie Grace, 96 hodin: Zúčtování - Michelle Rodriguez, Rychle a zběsile 7 - Kaya Scodelario, Labyrint: Útěk - Shailene Woodley, Rezistence                                                                                   |
| Dramatický film | Herec: Drama | Herečka: Drama |
| - Věčně mladá - Železná srdce - Zůstaň se mnou - Nejdelší jízda - McFarland: Útěk před chudobou - Teorie všeho                                                                                      | - Scott Eastwood, Nejdelší jízda - James Franco, Pravdivý příběh - Chris Hemsworth, Hacker - Jonah Hill, Pravdivý příběh - Logan Lerman, Železná srdce - Eddie Redmayne, Teorie všeho | - Felicity Jones, Pravdivý příběh a Teorie všeho - Blake Lively, Věčně mladá - Chloë Grace Moretz, Zůstaň se mnou - Britt Robertson, Nejdelší jízda - Kristen Stewart, Pořád jsem to já - Reese Witherspoonová, Divočina                                                                                 |
| Sci-Fi/Fantasy | Herec: Sci-Fi/Fantasy | Herečka: Sci-Fi/Fantasy |
| - Avengers: Age of Ultron - Popelka - Hobit: Bitva pěti armád - Hunger Games: Síla vzdoru 1. část - Šílený Max: Zběsilá cesta - Země zítřka                                                         | - George Clooney, Země zítřka - Robert Downey Jr., Avengers: Age of Ultron - Chris Hemsworth, Avengers: Age of Ultron - Liam Hemsworth, Hunger Games: Síla vzdoru 1. část - Josh Hutcherson, Hunger Games: Síla vzdoru 1. část - Channing Tatum, Jupiter vychází                                         | - Mackenzie Foy, Interstellar - Lily James, Popelka - Scarlett Johansson, Avengers: Age of Ultron - Mila Kunis, Jupiter vychází - Jennifer Lawrenceová, Hunger Games: Síla vzdoru 1. část - Britt Robertson, Země zítřka                                                                                 |
| Komedie | Herec: Komedie | Herečka: Komedie |
| - Aloha - The Duff - Návrat blbýho a blbějšího - Noc v muzeu: Tajemství hrobky - Policajt ze sámošky 2 - Ladíme 2                                                                                   | - Robbie Amell, The Duff - Skylar Astin, Ladíme 2 - Jim Carrey, Návrat blbýho a blbějšího - Bradley Cooper, Aloha - Kevin James, Policajt ze sámošky 2 - Ben Stiller, Noc v muzeu: Tajemství hrobky | - Anna Kendrick, Ladíme 2 - Raini Rodriguez, Policajt ze sámošky 2 - Emma Stoneová, Aloha - Mae Whitman, The Duff - Rebel Wilson, Ladíme 2 - Reese Witherspoonová, Divoká dvojka |
| Zloduch | Chemie | Polibek |
| - Rose Byrne, Špión - Vincent D'Onofrio, Jurský svět - Jason Statham, Rychle a zběsile 7 - Donald Sutherland, Hunger Games: Síla vzdoru 1. část - Bella Thorne, The Duff - Kate Winslet, Rezistence | - Jim Carrey a Jeff Daniels, Návrat blbýho a blbějšího - Obsazení filmu Rychle a zběsile 7 - Anna Kendrick a Brittany Snow, Ladíme 2 - Thomas Mann a RJ Cyler, Já, Earl a holka na umření - Dylan O'Brien a Thomas Brodie-Sangster, Labyrint: Útěk - Sofía Vergara a Reese Witherspoonová, Divoká dvojka | - Jennifer Lawrenceová a Liam Hemsworth, Hunger Games: Síla vzdoru 1. část - Blake Lively a Michiel Huisman, Věčně mladá - Mae Whitman a Robbie Amell, The Duff - Rebel Wilson a Adam DeVine, Ladíme 2 - Reese Witherspoonová a Sofía Vergara, Divoká dvojka - Shailene Woodley a Theo James, Rezistence |
| Výbuch vzteku | Zloděj scén | Průlomová hvězda |
| - Lewis Black, V hlavě - Bryce Dallas Howard, Jurský svět - Anna Kendrick, Ladíme 2 - Melissa McCarthy, Špión - Reese Witherspoonová, Divoká dvojka                                                 | - Adam DeVine, Ladíme 2 - Chris Evans, Avengers: Age of Ultron - The Green Bay Packers, Ladíme 2 - Nicholas Hoult, Šílený Max: Zběsilá cesta - Hailee Steinfeld, Ladíme 2 - Miles Teller, Rezistence | - Thomas Brodie-Sangster, Labyrint: Útěk - Cara Delevingne, Papírová města - Scott Eastwood, Nejdelší jízda - Taron Egerton, Kingsman: Tajná služba - Thomas Mann, Já, Earl a holka na umření - Elizabeth Olsen, Avengers: Age of Ultron                                                                 |
| Letní film | Letní filmová hvězda: herec | Letní filmová hvězda: herečka |
| - V hlavě - Jurský svět - Já, Earl a holka na umření - Papírová města - Špión - Terminátor Genisys                                                                                                  | - Dwayne Johnson, San Andreas - Chris Pratt, Jurský svět - Paul Rudd, Ant-Man - Adam Sandler, Pixely - Channing Tatum, Bez kalhot XXL - Nat Wolff, Papírová města | - Emilia Clarkeová, Terminátor Genisys - Cara Delevingne, Papírová města - Bryce Dallas Howard, Jurský svět - Evangeline Lilly, Ant-Man - Melissa McCarthy, Špión - Amy Poehlerová, V hlavě |

### Hudba
| Zpěvák | Zpěvačka | Hudební skupina (muži) |
| --- | --- | --- |
| - Jason Derülo - Nick Jonas - Shawn Mendes - Pitbull - Ed Sheeran - Sam Smith | - Iggy Azalea - Ariana Grande - Selena Gomez - Demi Lovato - Rihanna - Taylor Swift | - 5 Seconds of Summer - Fall Out Boy - Imagine Dragons - Maroon 5 - One Direction - OneRepublic |
| Hudební skupina (ženy) | R&B/Hip-Hopový umělec | Country umělec |
| - The Barden Bellas - Cimorelli - Fifth Harmony - Haim - Icona Pop - Little Mix | - Iggy Azalea - Drake - Wiz Khalifa - Nicki Minaj - The Weeknd - Kanye West | - Luke Bryan - Florida Georgia Line - Hunter Hayes - Miranda Lambert - Blake Shelton - Carrie Underwood |
| Píseň od zpěvačky | Píseň od zpěváka | Píseň od hudební skupiny |
| - „Heartbeat Song", Kelly Clarkson - „One Last Time", Ariana Grande - „Bang Bang", Jessie J, Ariana Grande a Nicki Minaj - „Pretty Girls, Britney Spears a Iggy Azalea - „Shake It Off", Taylor Swift - „All About That Bass", Meghan Trainor                                                                               | - „Jealous", Nick Jonas - „Stitches", Shawn Mendes - „Uptown Funk", Mark Ronson feat. Bruno Mars - „Thinking Out Loud", Ed Sheeran - „Where Are You Now", Skillrex & Diplo a Justin Bieber - „Lay Me Down", Sam Smith                           | - „What I Like About You", 5 Seconds of Summer - „Cool Kids", Echosmith - „Centuries", Fall Out Boy - „Worth It", Fifth Harmony - „Sugar", Maroon 5 - „Steal My Girl", One Direction |
| Mezinárodní umělec | Countryová píseň | R&B/Hip-Hopová píseň |
| - 2NE1 - 5 Seconds of Summer - Girls' Generation - Little Mix - One Direction - Super Junior | - „21", Hunter Hayes - „Kick the Dust Up", Luke Bryan - „Little Toy Guns", Carrie Underwood - „Sippin' On Fire", Florida Georgia Line - „Take Your Time", Sam Hunt - "That Ghost", Megan and Liz                                                | - „Bitch Better Have My Money", Rihanna - „Earned It", The Weeknd - „FourFiveSeconds", Rihanna, Kanye West & Paul McCartney - „I Don't Like It, I Love It", Flo Rida feat. Robin Thicke & Verdine White - „See You Again", Wiz Khalifa feat. Charlie Puth - „Watch Me", Silentó                                         |
| Rocková píseň | Píseň o lásce | Rozchodová píseň |
| - „Budapest", George Ezra - „I Bet My Life", Imagine Dragons - „Renegades", X Ambassadors - „Take Me to Church", Hozier - „Tear in My Heart", Twenty One Pilots - „Uma Thurman", Fall Out Boy | - „Black Magic!, Little Mix - „Earned It", The Weeknd - „Night Changes", One Direction - „Sledgehammer", Fifth Harmony - „Sugar", Maroon 5 - „Thinking Out Loud", Ed Sheeran                                                                    | - „Bad Blood", Taylor Swift feat. Kendrick Lamar - „Don't", Ed Sheeran - „Ex's & Oh's", Elle King - „The Heart Wants What It Wants", Selena Gomez - „Lips Are Moving", Meghan Trainor - „Where Are Ü Now", Jack Ü featuring Justin Bieber                                                                               |
| Letní píseň | Letní hudební hvězda: Žena | Letní hudební hvězda: Muž |
| - „Bad Blood", Taylor Swift feat. Kendrick Lamar - „Cheerleader", OMI - „Cool for the Summer", Demi Lovato - „Fight Song", Rachel Platten - „Good for You", Selena Gomez feat. ASAP Rocky - „Worth It", Fifth Harmony feat. Kid Ink                                                                                         | - Selena Gomez - Ariana Grande - Demi Lovato - Nicki Minaj - Rihanna - Taylor Swift | - Justin Bieber - Jason Derülo - Andy Grammer - Shawn Mendes - Ed Sheeran - The Weeknd |
| Letní hudební hvězda: Skupina | Nejlepší letní turné | Párty píseň |
| - 5 Seconds of Summer - Echosmith - Fifth Harmony - Little Mix - Maroon 5 - One Direction | - Taylor Swift, The 1989 World Tour - Fall Out Boy a Wiz Khalifa, Boys of Zummer Tour - Ariana Grande, The Honeymoon Tour - One Direction, On the Road Again Tour - 5 Seconds of Summer, Rock Out with Your Socks Out Tour - Ed Sheeran, x Tour | - „Bitch Better Have My Money", Rihanna - „Blank Space", Taylor Swift - „I Want You to Know", Zedd feat. Selena Gomez - „No Control", One Direction - „Shut Up and Dance", Walk the Moon - „Uptown Funk", Mark Ronson feat. Bruno Mars                                                                                  |
| Průlomový umělec | Další velká věc v hudbě | Kolaborace |
| - Andy Grammer - Little Mix - Tove Lo - Rachel Platten - Meghan Trainor - The Weeknd | - Clark Beckham - Kalin and Myles - Bea Miller - Neon Jungle - Skate Maloley - Spring King | - „Bad Blood", Taylor Swift feat. Kendrick Lamar - „Hey Mama", David Guetta feat. Nicki Minaj, Bebe Rexha a Afrojack - „Pretty Girls", Britney Spears a Iggy Azalea - „See You Again", Wiz Khalifa feat. Charlie Puth - „Uptown Funk", Mark Ronson feat. Bruno Mars - „Where Are Ü Now", Jack Ü featuring Justin Bieber |
| Televizní nebo filmová píseň | | |
| - „Believe" z Následníci, Shawn Mendes - „Flashlight" z Ladíme 2, Jessie J - „Gotta Be Me" z Film mých snů 2, obsazení filmu - „Love Me like You Do" z Padesát odstínu šedi, Ellie Goulding - „See You Again" z Rychle a zběsile 7, Wiz Khalifa feat. Charlie Puth - „You're So Beautiful" z Empire, Jussie Smollett a Yazz | | |

### Televize
| Dramatický seriál | Herec: Drama | Herečka: Drama |
| --- | --- | --- |
| - Castle na zabití - Empire - The Fosters - Chirurgové - Nashville - Prolhané krásky | - Keegan Allen, Prolhané krásky - Jake T. Austin, The Fosters - Nathan Fillion, Castle na zabití - Ian Harding, Prolhané krásky - Terrance Howard, Empire - Jussie Smollett, Empire | - Lucy Hale, Prolhané krásky - Taraji P. Henson, Empire - Maia Mitchell, The Fosters - Shay Mitchell, Prolhané krásky - Hayden Panettiere, Nashville - Kerry Washington, Skandál    |
| Fantasy-Sci-Fi seriál | Herec: Fantasy/Sci-FI | Herečka: Fantasy/Sci-Fi |
| - The 100 - Agenti S.H.I.E.L.D. - Arrow - Bylo, nebylo - Ospalá díra - Upíří deníky | - Stephen Amell, Arrow - Bob Morley, The 100 - Joseph Morgan, The Originals - Jared Padalecki, Lovci duchů - Ian Somerhalder, Upíří deníky - Paul Wesley, Upíří deníky | - Candice Accola, Upíří deníky - Nina Dobrev, Upíří deníky - Jennifer Morrison, Bylo, nebylo - Emily Bett Rickards, Arrow - Danielle Panabaker, The Flash - Eliza Taylor, The 100   |
| Komediální seriál | Herec: Komedie | Herečka: Komedie |
| - Austin a Ally - Nešika - Teorie velkého třesku - Riley ve velkém světě - Nová holka - Mladí a hladoví | - Anthony Anderson, Black-ish - Jamie Camil, Jane the Virgin - Chris Colfer, Glee - Ross Lynch, Austin a Ally - Jim Parsons, Teorie velkého třesku - Andy Samberg, Brooklyn 99 | - Dove Cameron, Liv a Maddie - Kaley Cuoco, Teorie velkého třesku - Lea Michele, Glee - Emily Osment, Mladí a hladoví - Gina Rodriguez, Jane the Virgin - Zendaya, Tajný život K.C. |
| Animovaný seriál | Reality Show | Zloduch |
| - Adventure Time - Griffinovi - Městečko záhad - Normálka - Simpsonovi - Star Wars Povstalci | - American Idol - Dance Moms - Držte krok s Kardashians - Bitva playbacků - Masterchef Junior - The Voice | - A, Prolhané krásky - Tom Cavanagh, The Flash - Doktoři, Vlčí mládě - Terrence Howard, Empire - Matt Nable, Arrow - Chris Wood, Upíří deníky                                       |
| Zloděj scén | Průlomová hvězda | Průlomový pořad |
| - Trai Byers, Empire - Kat Graham, Upíří deníky - Dylan O'Brien, Vlčí mládě - Sasha Pieterse, Prolhané krásky - Bella Thorne, Scream - Ashley Tisdale, Mladí a hladoví                                                             | - Yazz, Empire - Grant Gustin, The Flash - Candice Patton, The Flash - Gina Rodriguez, Jane the Virgin - Jussie Smollett, Empire | - Becoming Us - Black-ish - Empire - iZombie - Jane the Virgin - Younger |
| Chemie | Polibek | Letní televizní pořad |
| - Jensen Ackles a Misha Collins, Lovci duchů - Obsazení Teorie velkého třesku - Obsazení Empire - Kat Graham a Ian Somerhalder, Upíří deníky - Grant Gustin a Candice Patton, The Flash - Ross Lynch a Laura Marano, Austin a Ally | - Candice Accola a Paul Wesley, Upíří deníky - Nina Dobrev a Ian Somerhalder, Upíří deníky - Jennifer Morrison a Colin O'Donoghue, Bylo, nebylo - Candice Patton a Grant Gustin, The Flash - Emily Bett Rickards a Stephen Amell, Arrow - Gina Rodriguez a Justin Baldoni, Jane the Virgin | - Tři kluci a nemluvně - Chasing Life - Předstírání - Scream - Umíte tančit? - Vlčí mládě                                                                                           |
| Letní televizní hvězda: Muž | Letní televizní hvězda: Žena | |
| - Tyler Blackburn, Prolhané krásky - David Lambert, The Fosters - Ross Lynch, Film mých snů 2 - Tyler Posey, Vlčí mládě - Gregg Sulkin, Předstírání - Mike Vogel, Pod kupolí                                                       | - Troian Bellisario, Prolhané krásky - Ashley Benson, Prolhané krásky - Willa Fitzgerald, Scream - Laura Marano, Austin a Ally - Maia Mitchell, Film mých snů 2 - Italia Ricci, Chasing Life                                                                                               | |

### Móda
| Nejkrásnější žena                                                                       | Nejkrásnější muž                                                                                 |
| --------------------------------------------------------------------------------------- | ------------------------------------------------------------------------------------------------ |
| - Miley Cyrus - Cara Delevingne - Fifth Harmony - Selena Gomez - Rihanna - Taylor Swift | - 5 Seconds of Summer - Justin Bieber - Ryan Guzman - Austin Mahone - Zayn Malik - One Direction |

### Ostatní
| Komik                                                                                     |
| ----------------------------------------------------------------------------------------- |
| - Ellen DeGeneres - Jimmy Fallon - Kevin Hart - Jimmy Kimmel - George Lopez - Amy Schumer |